# Uwe Rosenberg
Uwe Rosenberg (Aurich, Baja Sajonia; 27 de marzo de 1970) es un diseñador alemán de juegos de mesa modernos. Comenzó destacando con su juego de cartas Bohnanza, con el que obtuvo notoriedad tanto en su país natal como internacionalmente. Es el creador de Agrícola, juego de mesa de estilo europeo que ostentó el número uno del ranking de la prestigiosa web de juegos de mesa BoardGameGeek desde septiembre de 2008 a marzo de 2010.
Conocido también por otros juegos de mesa basados en la gestión de recursos como Le Havre, Caverna y Ora et labora.

## Biografía
Nació en Aurich y desarrolló su vida laboral y académica en Dortmund. Entre 1990 y 1997 compaginó sus estudios de estadística con su afición, la creación de juegos, que ya venía realizando en su ciudad natal con su colaboración en varios juegos por correspondencia (postal games) muy populares en Alemania. Durante estos años trabajó como diseñador en editoriales como Ravensburguer o Amigo, donde creó, entre otros, el que fue su primer juego de éxito: Bohnanza
En octubre de 1998, con 28 años y tras terminar sus estudios de estadística en Dortmund, se afincó definitivamente allí como diseñador de juegos de mesa. Con un nombre en el sector, y algo más de independencia creativa, comenzó a diseñar juegos propios con mecánicas innovadoras y una gestión de recursos revolucionaria. Tanto es así que algunos de sus trabajos posteriores, son considerados como algunos de los mejores juegos de mesa modernos. Le Havre, Caverna y en especial Agrícola, le han convertido en todo un referente del sector.
En 2007 se casó con Susanne Balders. Actualmente vive y trabaja en su estudio en Gütersloh, en Dortmund.

## Juegos
- 1992: Times
- 1992: Marlowe
- 1996: Lifetime
- 1997: Bohnanza
- 1998: Mamma mia!
- 2007: Agricola
- 2008: Le Havre
- 2009: At the gates of Loyang
- 2010: Merkator
- 2011: Ora et Labora
- 2013: Caverna
- 2014: Patchwork
- 2014: Fields of Arle
- 2016: A Feast for Odin
- 2016: Cottage Garden
- 2017: Nusfjord
- 2019: Robin of Locksley